# 그린란드 풋볼 챔피언십
그린란드 풋볼 챔피언십(그린란드어: Isikkamik Arsaalluni Pissartanngorniunneq)은 그린란드에서 열리는 최상위 남자 축구 대회이다. 1954년에 설립되어 1971년부터 그린란드 축구 협회에서 주관하고 있다. 해당 협회는 FIFA 또는 다른 대륙 연맹에 가입되지 않은 상태이다.
B-67 누크는 챔피언십에서 13회 우승하며, 가장 많은 우승을 기록했다.

## 대회 운영
최종 대회가 일주일만 열리기어 해당 대회는 흔히 이례적이고 독특한 대회로 불린다.이는 큰 영토에서 구단들이 서로 너무 멀리 떨어져 있기 때문이다. 그린란드에는 도시 간 도로가 없으므로 값비싼 항공이나 장거리 해상 이동이 필요하다. 따라서 이 대회는 한 장소에서 여러 지역 예선을 거쳐 8 구단의 결승전(2022년 기준)이 한 장소에서 개최되며 매년 변경된다. 현재까지 아마살리크섬, 나녹탈릭 및 Kangaatsiaq에서 대회의 결승전이 열렸다.

## 같이 보기
- 독립 축구 협회 연맹
- 그린란드 컵